# Templo de Nuestra Señora de la Asunción (Arizpe)
El templo o parroquia de Nuestra Señora de la Asunción es un edificio católico del pueblo de Arizpe, ubicado en el centro del estado de Sonora, México. Su construcción inició en el año de 1646 en la que era la misión de Nuestra Señora de la Asunción de Aritpa. Debido a su antigüedad e historia el templo es catalogado como Monumento Histórico por el Instituto Nacional de Antropología e Historia (INAH) para su preservación. Es el edificio emblemático del pueblo, gracias a su arquitectura y su significado religioso, por esto es de los lugares más visitados de la región del río Sonora por turistas que circulan esa ruta.

## Historia

### Construcción y dedicación
Después de que los padres y misioneros jesuitas Jerónimo de la Canal e Ignacio Molarja fundaran la misión de Nuestra Señora de la Asunción de Aritpa en 1646 se comenzó la construcción de esta iglesia como lugar de congregación para la evangelización de la gente nativa ópata, De la Canal estuvo a cargo de su edificación, y fue dedicada por ambos misioneros a la Asunción de María ese mismo año.

### Función como misión
El padre Suárez se encargaba temporalmente de la predicación a los ópatas del lugar, tenían como pueblos de visita a las misiones de San Ignacio en Sinoquipe y la de Nuestra Señora de Guadalupe en Chinapa. Según los registros, los primeros bautizos están datados del año de 1648. En 1650 el misionero Felipe Esgrecho fue nombrado a cargo y lo asistió Ignacio Molarja. Ese mismo año, el Padre Suárez volvió a Arizpe donde murió y fue sepultado en el templo. En 1653 se hicieron trabajos de construcción en la iglesia. En 1678 el visitador Juan Zapata la describió como hermosa y la mejor equipada en toda la provincia.
El padre Esgrecho fue sustituido en 1692 por el padre Antonio Leal, después en 1694 Francisco Javier Mora fue nombrado a cargo, este fue reemplazado hasta 1720 por Cristóbal de Cañas, quien se quedó hasta 1731 siendo la última persona que tomó este lugar a su cuidado hasta la expulsión de los jesuitas.

### Declaración como catedral

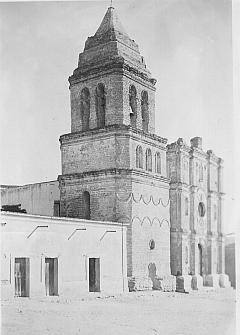
El templo cerca de 1756.

Después de la expulsión de los jesuitas , los franciscanos se hicieron cargo de la misión en 1768. En el año de 1779 se erigió el obispado de Sonora y Sinaloa por orden papal por lo que fue consagrada como catedral, cambiando su advocación a Nuestra Señora de Loreto. En 1783, el obispo Antonio de los Reyes la estableció la Catedral de Sonora, siguió siendo cabeza de diócesis hasta el año de 1844, cuando el decimoprimer obispo de Sonora José María de Jesús Rico cambió su cabecera a la población de Hermosillo y la iglesia se descendió a parroquia.
Al lado derecho del edificio se sepultó a Juan Bautista de Anza quien murió en Arizpe el 19 de diciembre de 1788, un militar nacido en Fronteras que fue gobernador de la provincia de Santa Fe de Nuevo México del Imperio español, y exploró la zona de la actual California (Estados Unidos).

### Valor cultural y actualidad
El 8 de julio de 1959 se incluyó por primera vez a este inmueble en el catálogo de Monumentos Históricos de la Nación por la Comisión de Monumentos del Instituto Nacional de Antropología e Historia (INAH), todo esto dentro de un Conjunto Arquitectónico llamado Conjunto Parroquial de Nuestra Señora de la Asunción, en el que también se enlista la Casa cural y el campanario.
Aquí el templo guarda pinturas al óleo, esculturas en madera, yeso y cantera. El cristo que se venera aquí fue traído desde Sicilia. De igual forma se encuentran en exhibición los restos de Juan Bautista de Anza. La mayor fiesta que se da en el lugar es la celebración de Nuestra Señora de la Asunción, con fecha de cada 15 de agosto.
Es clasificada y nombrada como única en la región por su tipo de estructura y su torre de campanario separada.
A finales de 2013 el párroco Jorge Padilla acompañado de la comunidad solicitó al Centro INAH de Sonora un proyecto para restaurar el templo, este efectuaría por los tres niveles de gobierno con una inversión de 3 millones de pesos. Los trabajos comenzaron a inicios de 2014 y estuvieron a cargo de técnicos especialistas del INAH y del Colegio de Arquitectos de Sonora quienes también participaron en la elaboración del dictamen de daños y requerimientos de restauración incluyó el techo, las paredes y la red de desagüe.

## Arquitectura

### Acceso
Su ingreso se realiza desde el suroeste, desde la plaza que llega a funcionar como atrio, hay además dos vanos de acceso laterales, el primero desde la casa cural al noroeste y el segundo desde un jardín al sureste, paralelo a la calle Hidalgo.

### Fachada y cuerpos
La entrada principal se presenta en cuatro peldaños, se consta de 3 cuerpos divididos por pilastras toscanas y entablamentos. El primer cuerpo tiene un acceso delimitado de jambas y un dintel en forma de arco peraltado. El segundo cuerpo se desplanta de la cornisa corrida con una cartela con marco perimetral seguido por un medallón que da pie a una ventana coral, de este emergen relieves lineales simulando un resplandor, termina el entablamento con un frontón curvo. En el tercer cuerpo un nicho precedido por una peana piramidal invertida, acompañada por unos óculos y cartelas con relieves florales enlazados por muestras de columnillas.

### Campanario
La torre del campanil consta de tres cuerpos que progresan disminuyendo su planta. Visto desde la plaza que se encuentra de frente, el primer cuerpo nace de un apoyo y se muestra en el eje central, la puerta de ingreso es en forma de arco de medio punto, un óculo con marco perimetral y dos hileras de relieves de arcos de medio punto, la segunda de ellas mostrando sus arcos invertidos, remata este primer cuerpo en un entablamento; el segundo cuerpo es de menor altura, cuenta con tres vanos con jambas y arco de medio punto, los dos vanos laterales son ciegos, remata también en un entablamento; el tercer cuerpo está abierto a los cuatro lados de la torre, en cada uno de los lados tiene dos vanos con jambas y arco de medio punto en cuyo intradós se encuentran las campanas, remata este tercer cuerpo en un entablamento sucedido por un remate piramidal con basa que sostiene una cruz metálica. Por dentro, los muros del primer cuerpo están aplanados y pintados de color blanco; la circulación vertical se realiza mediante escaleras de madera y comunica con el coro y la cubierta del templo. La pirámide que da adorna fue construida de ladrillo se cree que se agregó en 1897.

### Interior
Dentro del inmueble, las crujías están separadas por pilastras toscanas desde las que nacen arcos peraltados. Como la planta es en forma de cruz latina, esta sucesión de arcos se interrumpe con un crucero octagonal en el centro del transepto y en las crujías cercanas al mismo, en donde la unión se omitió del muro y quedaron solamente cuatro pilares toscanos, de donde inician arcos mixtilíneos que enmarcan el cambio de dirección hacia nave del transepto.